# Frymburk nad Vltavou
Frymburk (deutsch Friedberg an der Moldau, älter auch Friedburg) ist eine Minderstadt im Okres Český Krumlov in Tschechien. Sie liegt in der Region Südböhmen auf einer Halbinsel am linken Ufer des Lipnostausees. Eine Fähre verbindet sie mit dem rechten Ufer und der Ortschaft Frýdava (Friedau).

## Geografie

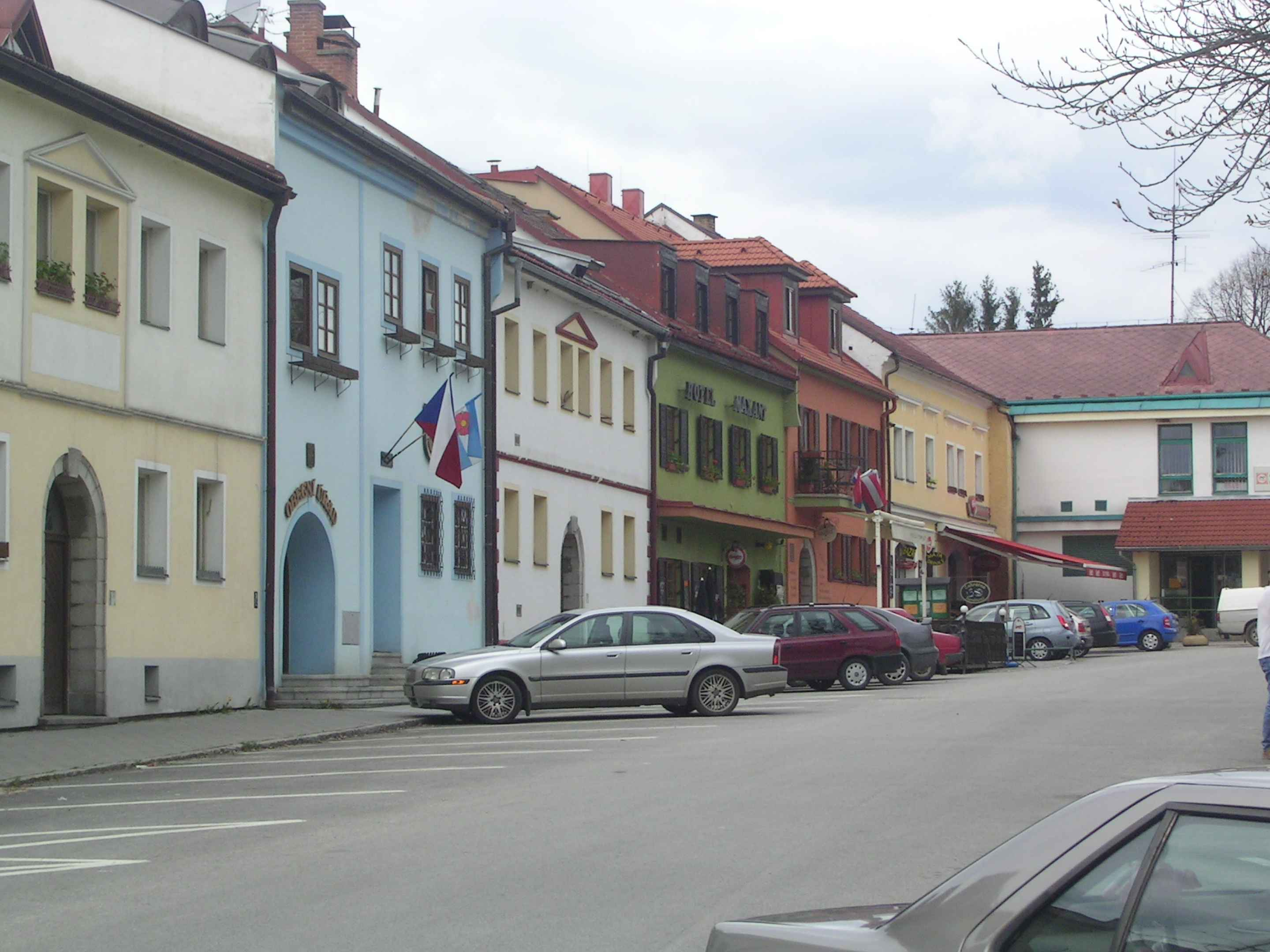
Häuserzeile am ehemaligen Marktplatz

### Klima
Die Stadt liegt bereits in einer Zone gemäßigten Kontinentalklimas. Durch die direkte Nähe zum Lipnostausee unterscheiden sich die klimatischen Verhältnisse jedoch deutlich zu denen des Umlandes. Die Sommer sind hier kurz, kühl und feucht, während die Winter lang und hart sind. Auch die Niederschlagsmenge ist um 25 % höher als etwa in Budweis.

### Gemeindegliederung
Die Gemeinde Frymburk besteht aus den Ortsteilen Blatná (Platten), Frymburk, Kovářov (Schmiedschlag) und Milná (Mühlneth) sowie den Wohnplätzen Hrdoňov (Heinrichsöd), Hruštice (Wadetstift), Lojzovy Paseky (Loislisches Gereith), Moravice (Mörowitz), Náhlov (Nachles), Posudov (Stüblern), Svatonina Lhota (Wadetschlag), Větrník und Vřesná (Haidberg). Auf den Gemeindefluren liegen die Wüstungen Bobovec (Pfaffenschlag) und Mýtinka (Wangetschlag).

### Nachbargemeinden
| Černá v Pošumaví |                                             | Světlík    |
| Aigen-Schlägl    | Kompassrose, die auf Nachbargemeinden zeigt | Malšín     |
| Přední Výtoň     | Lipno nad Vltavou                           | Vyšší Brod |

## Geschichte
Erstmals schriftlich erwähnt wurde Frymburk 1277, als es dem witigonischen Familienzweig der Herren von Krumau gehörte. Nachdem diese 1302 ausstarben, übertrug der König deren Besitzungen am 8. April 1302 dem ebenfalls witigonischen Zweig der Rosenberger. Bereits am 29. Mai 1305 verlieh Heinrich I. von Rosenberg dem Stift Schlägl die Kirche von Friedberg, die er am gleichen Tag um weitere Schenkungen vermehrte. Am 18. Mai 1306 erhöhte er die Dotation der Kirche nochmals. Nachdem es zwischen den Stiften Schlägl und Ostrov wegen der Friedberger Kirche zu einem Streit gekommen war, wurde er am 7. Dezember 1313 im Auftrag des Prager Bischofs Johann vom Bechiner Erzdechanten beigelegt.
1379 erteilte Ulrich I. von Rosenberg Frymburk das Marktrecht. Durch seine Lage am Handelsweg von Österreich nach Böhmen besaß es auch das Recht, Brückenzoll für die damalige Brücke über die Moldau zu erheben. 1492 verlieh Peter Wok von Rosenberg Frymburk die Stadtrechte und 1551 oder später erteilte Wilhelm von Rosenberg Frymburg die Brauberechtigung. Am Ende des 16. Jahrhunderts standen in Frymburk bereits 118 Wohnhäuser. Im Dreißigjährigen Krieg wurde Frymburg von den Schweden unter dem Kommando des Generals Arvid Wittenberg zerstört und niedergebrannt. 1676 war Frymburk im Besitz des Adelsgeschlechts Buquoy. 1856 zerstörte ein Feuer den historischen Platz und 54 Häuser.
1881 erhielt Frymburk die ersten Straßenlaternen und 1884 eine Telegraphenstation.
Die deutschsprachigen Einwohner des Ortes und seiner Umgebung wurden 1945 vertrieben.
Anlässlich der Flutung des Lipno-Stausees im Jahre 1959 mussten einige Gebäude und der alte Friedhof aufgegeben werden, die überschwemmt wurden. Heute ist Frymburk vor allem ein Erholungsort, der von zahlreichen Touristen besucht wird. Zu den Attraktionen zählen vor allem das Naturschutzgebiet Böhmerwald und der Lipno-Stausee. Es ist ein beliebtes Ausflugsziel für Angler, Wanderer und Radsportler sowie Skitouristen im Winter. Seit 2007 besitzt Frymburk wieder den Status eines Městys.

## Wappen

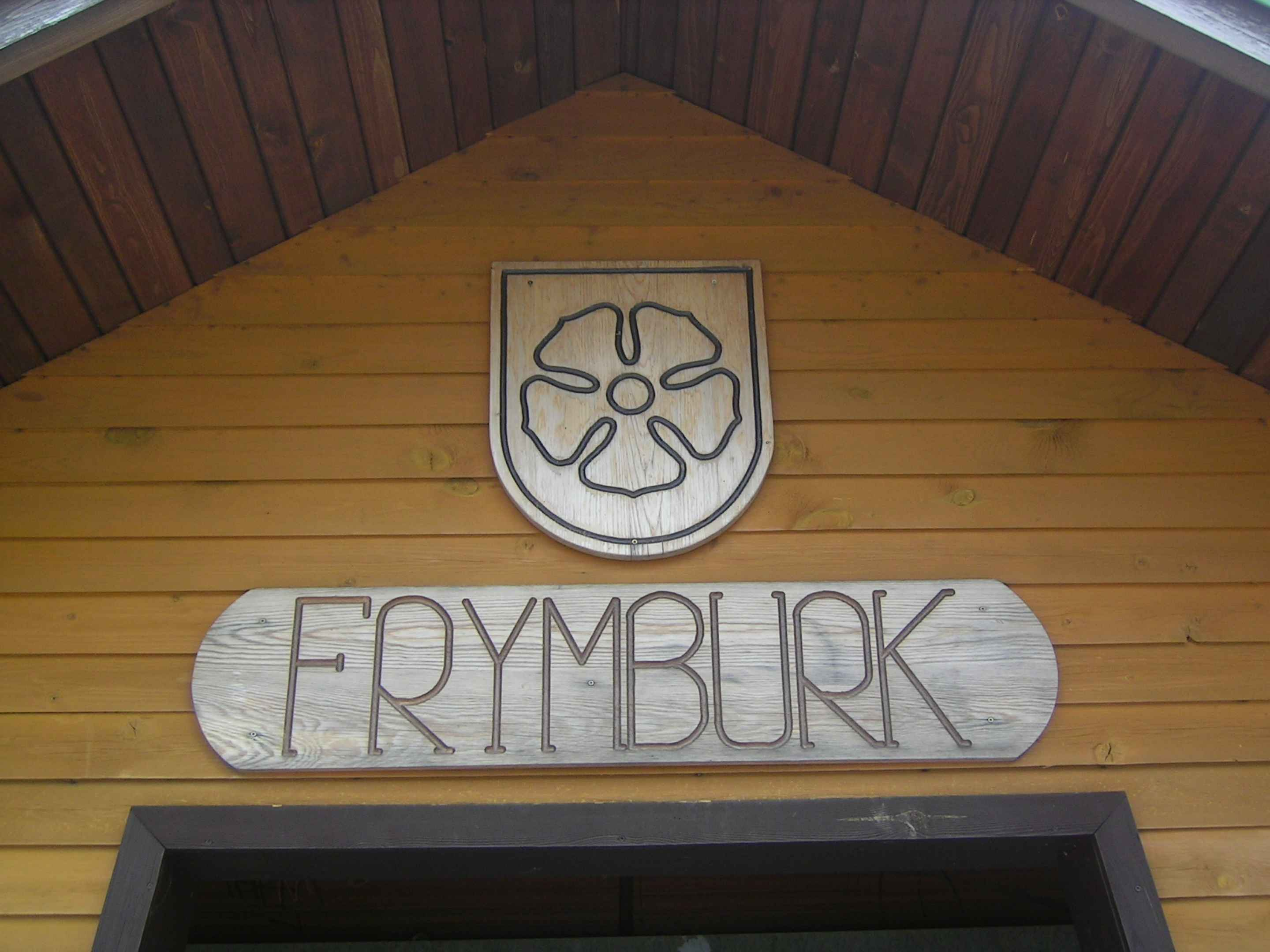
Bushaltestelle mit Wappen

Das Wappen bildet eine rote fünfblättrige Rose mit goldener Mitte und grünem Laub, welche sich auf einem silbernen Schild befindet. Es leitet sich vom Wappen der Rosenberger ab.

## Sehenswürdigkeiten
- Bekanntester Bau Frymburks ist die St.-Bartholomäus-Kirche. Sie wurde vor 1277 gegründet und 1530 spätgotisch umgebaut. 1649–1652 wurde sie infolge der Schwedenangriffe renoviert. Weitere Umbauten erfolgten 1735 und 1870. Die Ausstattung der Kirche stammt aus dem Barock.
- Der Marktplatz[6] wurde nach einem Brand 1856 in den 1880er Jahren zum Park umgestaltet. In der Mitte des Marktplatzes befindet sich seit Ende des 16./Anfang des 17. Jahrhunderts ein künstlicher Bach, der aus dem Podhorský-Bach gespeist wird. Damals noch durch einen Kanal verbunden, dient seit 1950 ein Schlauch zur Wassereinspeisung.
- Der Brunnen auf dem Platz stammt vermutlich aus dem Jahr 1676.[6] Er wird aus dem Bach gespeist.
- Der etwa fünf Meter hohe steinerne Pranger trägt die Jahreszahl 1651.[6] Er ersetzte den ehemaligen hölzernen Pranger, der von den Schweden zerstört wurde.
- Felsblock mit einer Bronzetafel von Hans Rathausky (1902) zum Gedenken an Adalbert Stifter, der Frymburk wegen seiner Jugendliebe Fanny Greipl häufig besuchte. An die Liebesgeschichte erinnert nur noch die Grabplatte von Fannys Eltern an der Kirchenwand in Richtung zur Fähre.

Sehenswürdigkeiten
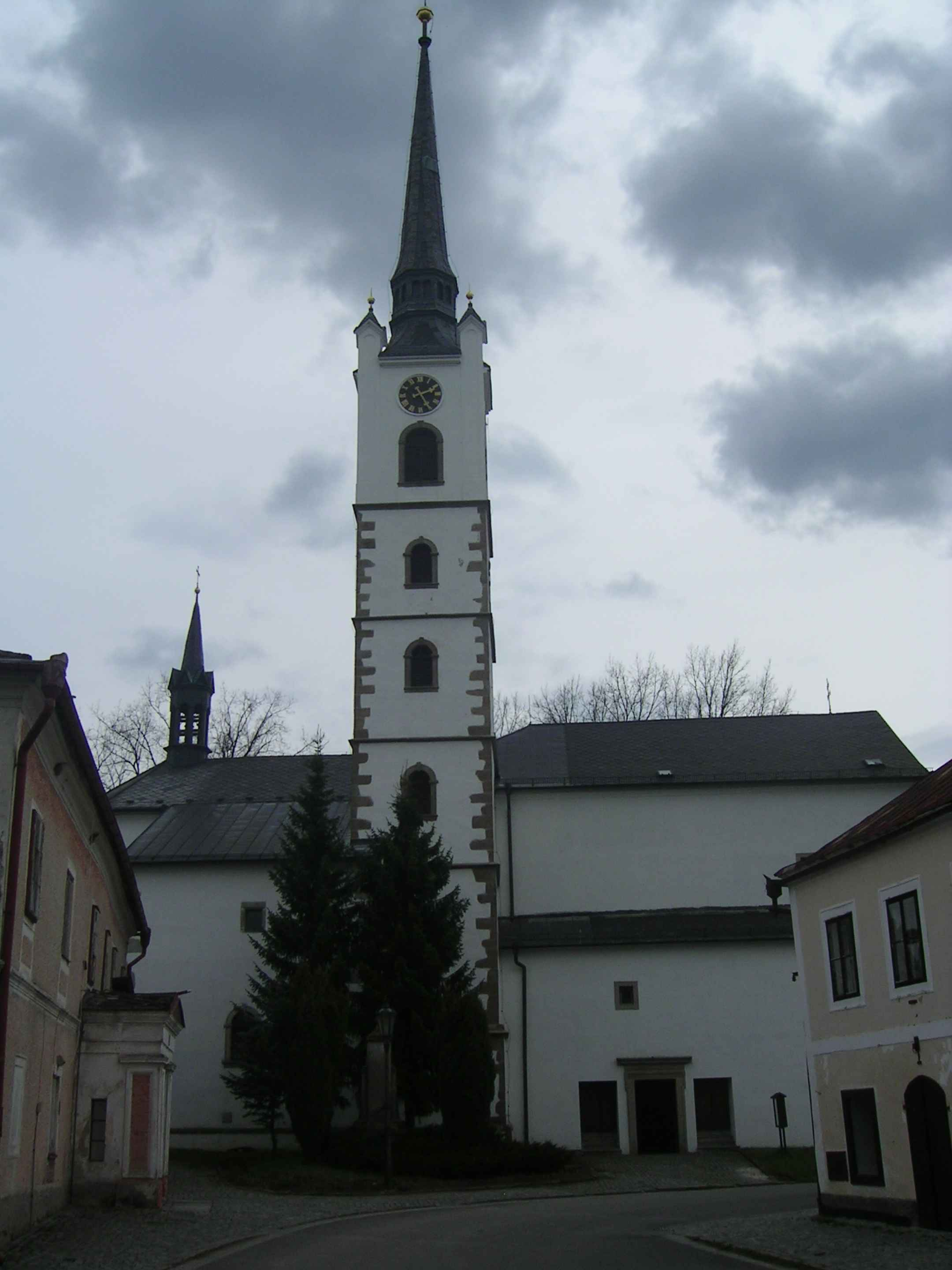
Kirche des hl. Bartholomäus
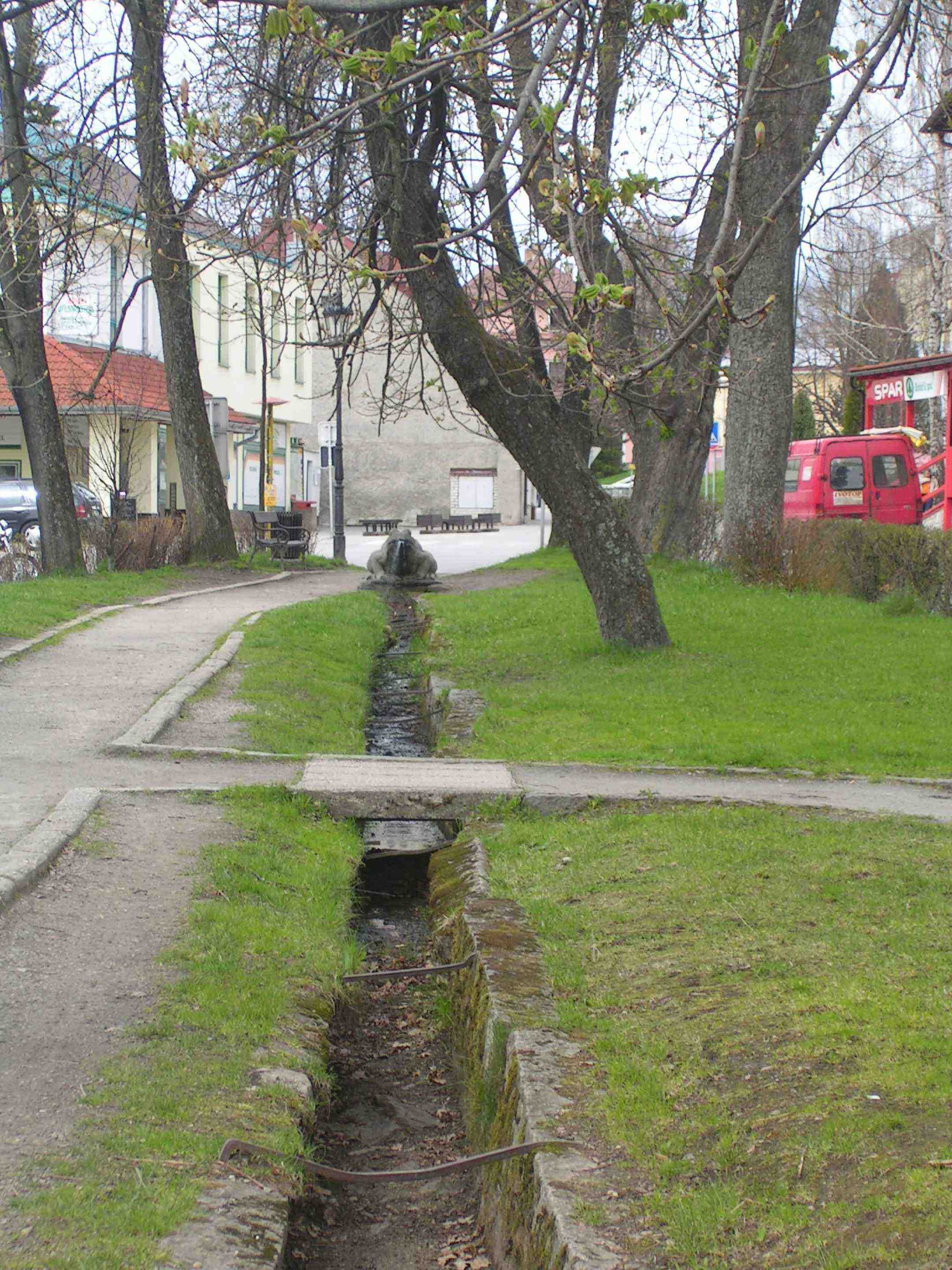
Bach am ehemaligen Marktplatz
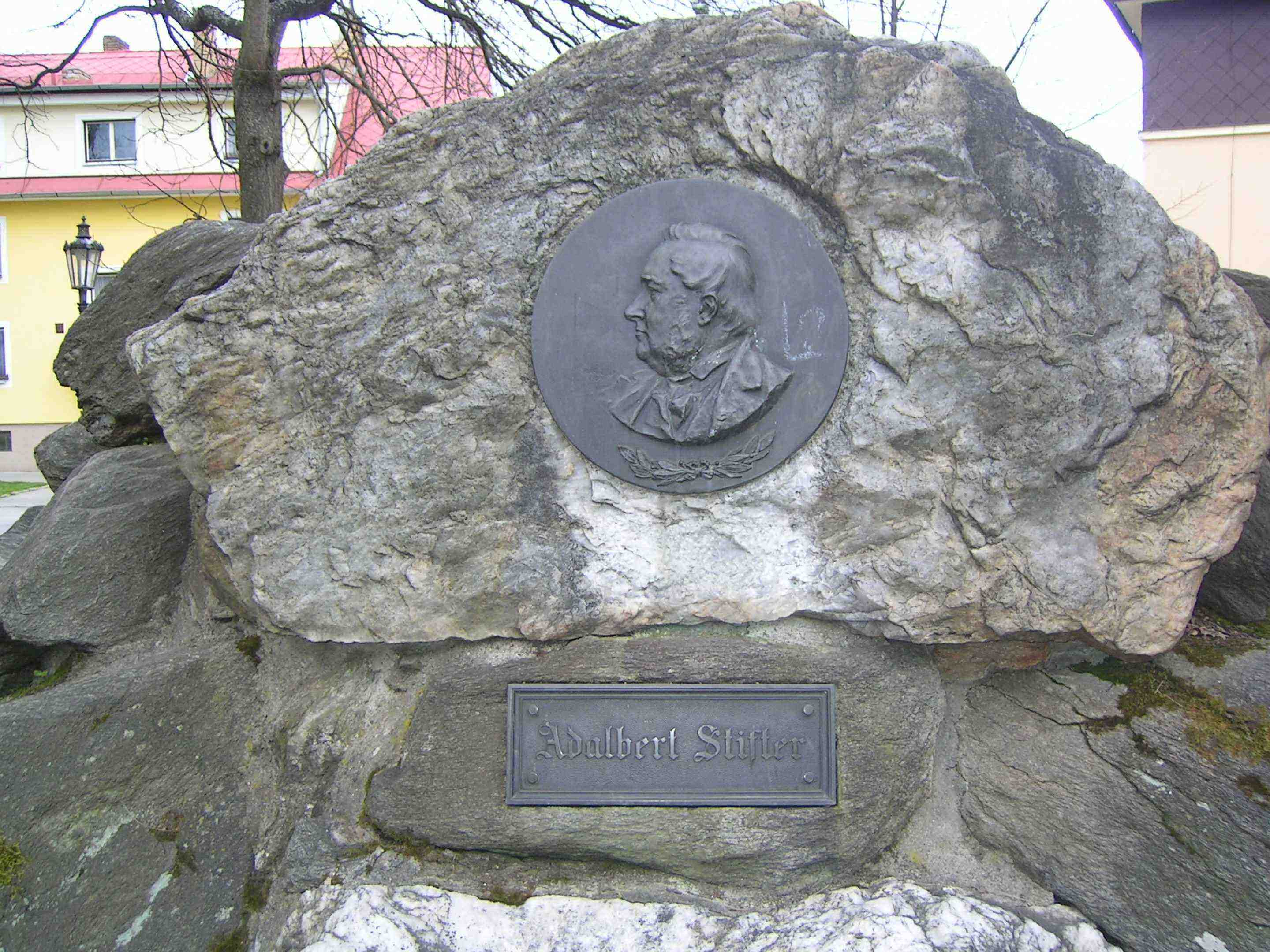
Stifter-Denkmal (1902) von Rathausky
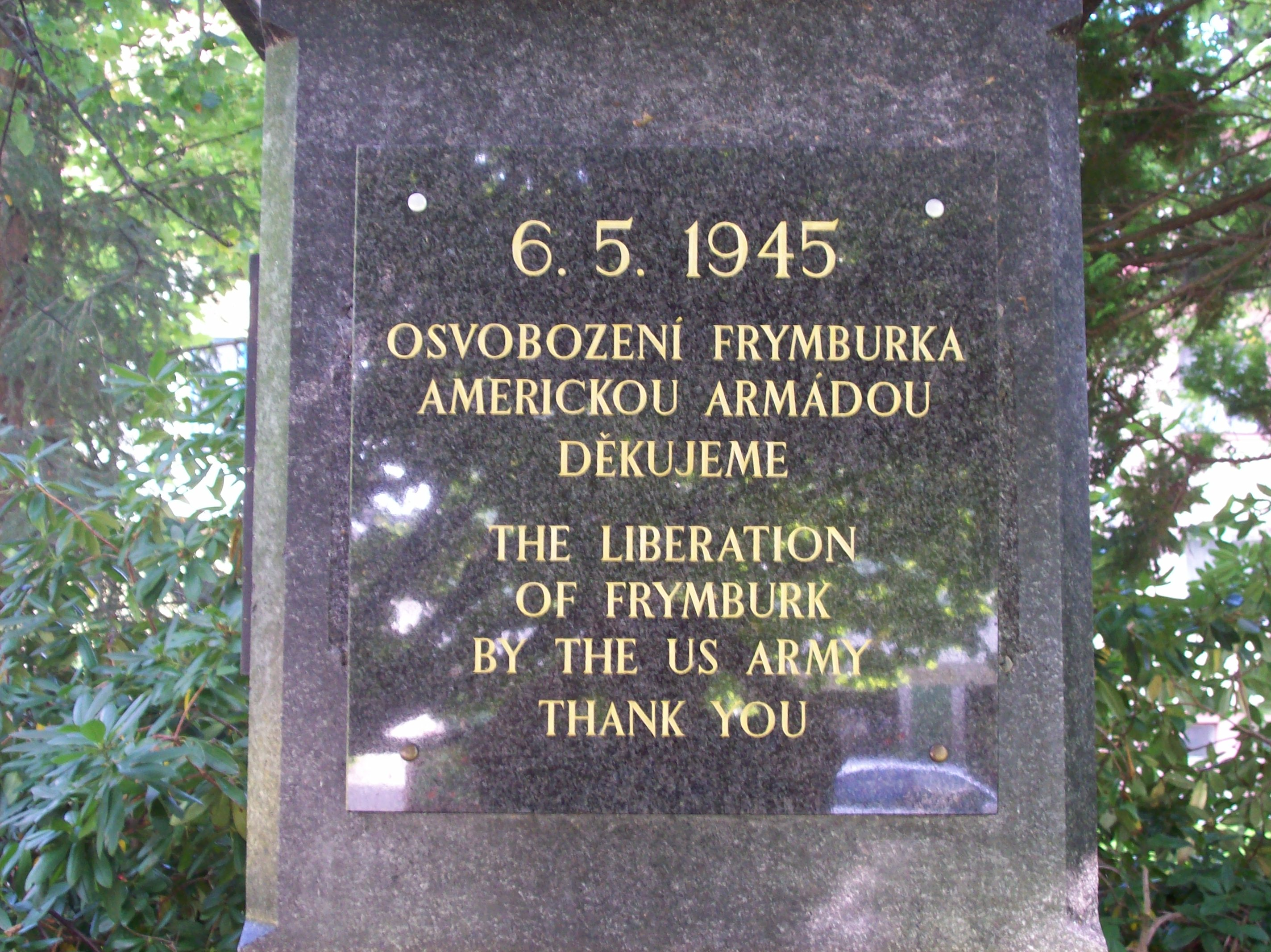
Ehemaliger Markt: Befreiung 1945

## Persönlichkeiten
- Georg Bachmann (1613–1652), Maler
- Martin Dobrizhoffer (1717–1791), jesuitischer Missionar, Schriftsteller und Ethnologe
- Johann Nepomuk Maxandt (1755–1838), Kantor und Komponist, Begründer der Friedberger Musiktradition
- Simon Sechter (1788–1867), Komponist, Lehrer in der Harmonielehre von Anton Bruckner
- Andreas von Baumgartner (1793–1865), österreichischer Physiker und Staatsmann, Präsident der Österreichischen Akademie der Wissenschaften, Lehrer und Gönner Adalbert Stifters
- Mathias Pernsteiner (1795–1851), Komponist und Kirchenmusiker, 1822 Organist im Stift Wilhering, später in Salzburg und Kufstein, schuf über 480 Kompositionen
- Fanny Greipl (1808–1839), Kaufmannstochter, von Adalbert Stifter in unerfüllter Liebe verehrt.
- Jordan Kajetan Markus (1831–1893), Pädagoge und Schriftsteller. Er ließ nach langen Bemühungen das Adalbert-Stifter-Denkmal am Plöckenstein nach einem Entwurf von Heinrich Ferstel errichten.